# Paul Fredrik August av Oldenburg
Paul Friedrich August, född 13 juli 1783 i Rastede, död 27 februari 1853 i Oldenburg, var storhertig av Oldenburg mellan 1829 och sin död 1853. Han var son till Peter Fredrik Ludvig av Oldenburg.
Vid Napoleons ockupation av Oldenburg 1810 reste Paul till sin släkting tsar Alexander I i Sankt Petersburg. Denne utnämnde honom till guvernör av Estland. Han anslöt sig till de ryska trupperna i striderna mot fransmännen och återvände till Oldenburg i november 1813. Han efterträdde sin far 1829 som regent av Oldenburg och antog titeln storhertig.
Gift 1:o i Schaumburg 1817 med Adelheid av Anhalt-Bernburg-Schaumburg (1800-1820); gift 2:o i Schaumburg 1825 med sin svägerska Ida av Anhalt-Bernburg-Schaumburg (1804-1828); gift 3:o i Wien 1831 med Cecilia av Sverige, dotter till Gustav IV Adolf (1807-1844).

## Barn
- Amalia av Oldenburg (1818-1875); gift 1836 med Otto I av Grekland, prins av Bayern (1815-1867)
- Friederike (1820-1891); gift 1855 med Maximilian, Frhr von Washington (1829-1903)
- Peter II av Oldenburg (1827-1900); gift 1852 med Elisabeth av Sachsen-Altenburg (1826-1896)
- Alexander Friedrich Gustav (1834-1835)
- Nikolaus Friedrich August (1836-1837)
- Elimar av Oldenburg (1844-1895); gift (morganatiskt) i Wien 1876 med Natalie Vogel von Friesenhof, grevinna von Welsburg 1896 (1854-1937)